# Johann Georg Schmidt (Kupferstecher)
Johann Georg Schmidt (* 23. August 1694 in Augsburg; † 15. März 1767 in Braunschweig) war ein deutscher Kupferstecher.

## Leben und Werk
Schmidt stammte aus Augsburg und hatte zunächst in Dresden gearbeitet, bevor er nach Braunschweig in die Kupferstich-Werkstatt des ebenfalls aus Augsburg stammenden Johann Georg Beck kam.

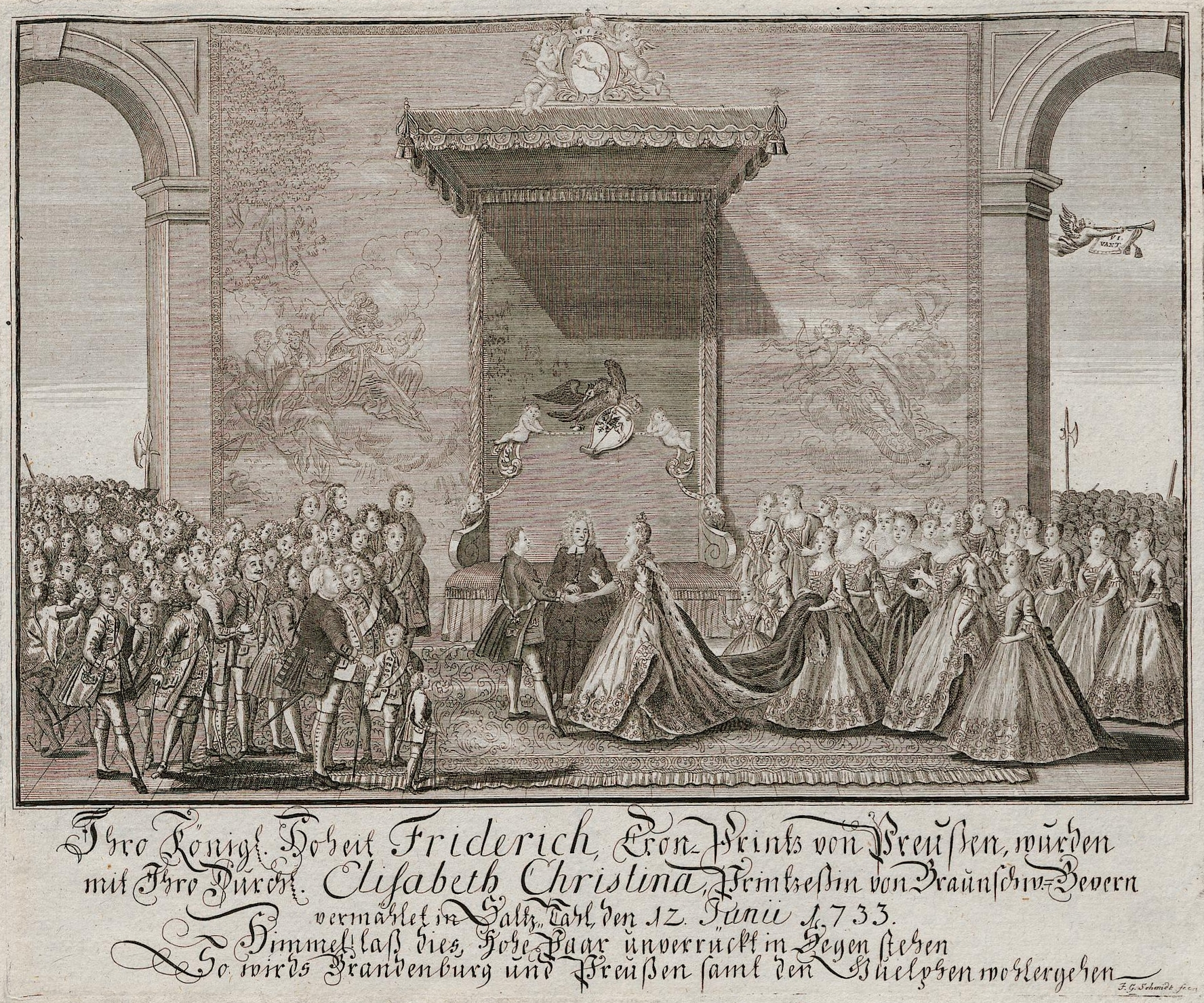
Hochzeit des Kronprinzen Friedrich, Kupferstich, 1733

Nachdem Beck 1722 verstorben war, heiratete Schmidt dessen Witwe Anna Elisabeth, geb. Füllekrug, übernahm dessen Werkstatt und den Titel eines Hofkupferstechers. Schmidt bildete in seiner Werkstatt den Sohn Becks Anton August im Handwerk aus. Schmidt fertigte wie Beck hauptsächlich Porträts des Braunschweigischen Klerus sowie von Personen des herzoglichen Hauses an, wobei die Qualität der Arbeiten jedoch hinter der seines Vorgängers und dessen Sohn zurückblieb.
1733 hielt Schmidt die Hochzeit des Kronprinzen Friedrich (und späteren Königs von Preußen) mit Elisabeth Christine von Braunschweig-Wolfenbüttel-Bevern auf Schloss Salzdahlum in einem Kupferstich fest. Die Darstellung zeigt im Vordergrund König Friedrich Wilhelm von Preußen und Herzog Ferdinand Albrecht von Braunschweig-Wolfenbüttel.
Nach seinem Tode 1767 übernahm sein Stiefsohn Anton August Beck wieder das väterliche Geschäft und führte es bis zu seinem Tode 1787 erfolgreich weiter.

### Werkauswahl

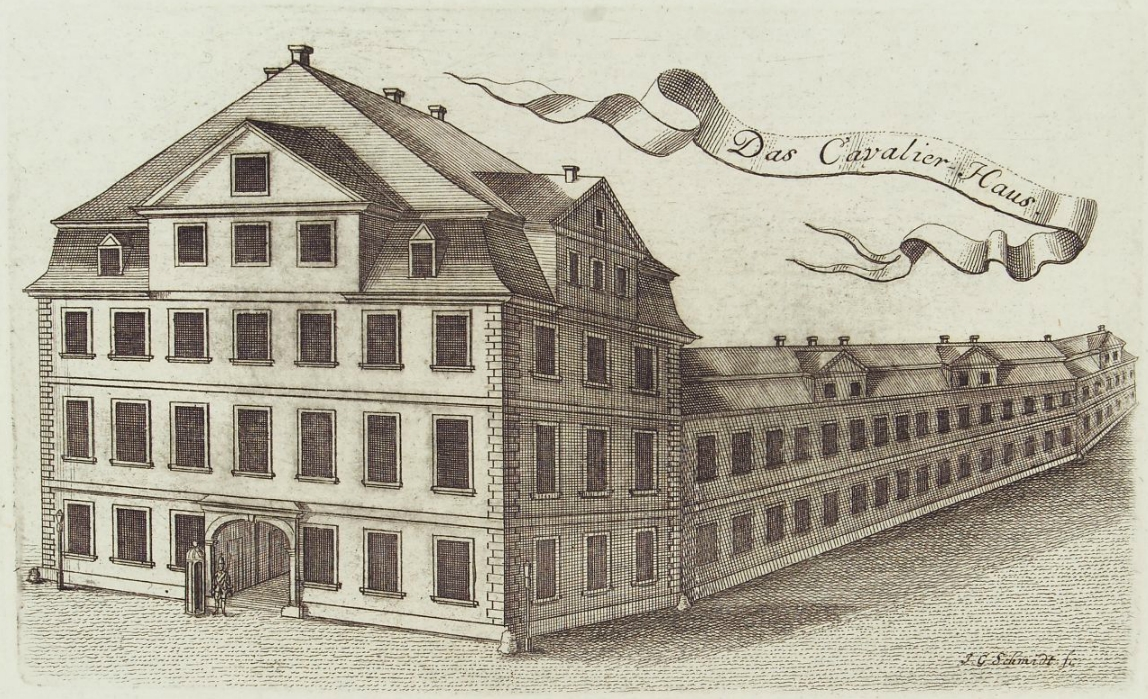
Kavalierhaus Braunschweig, 1748
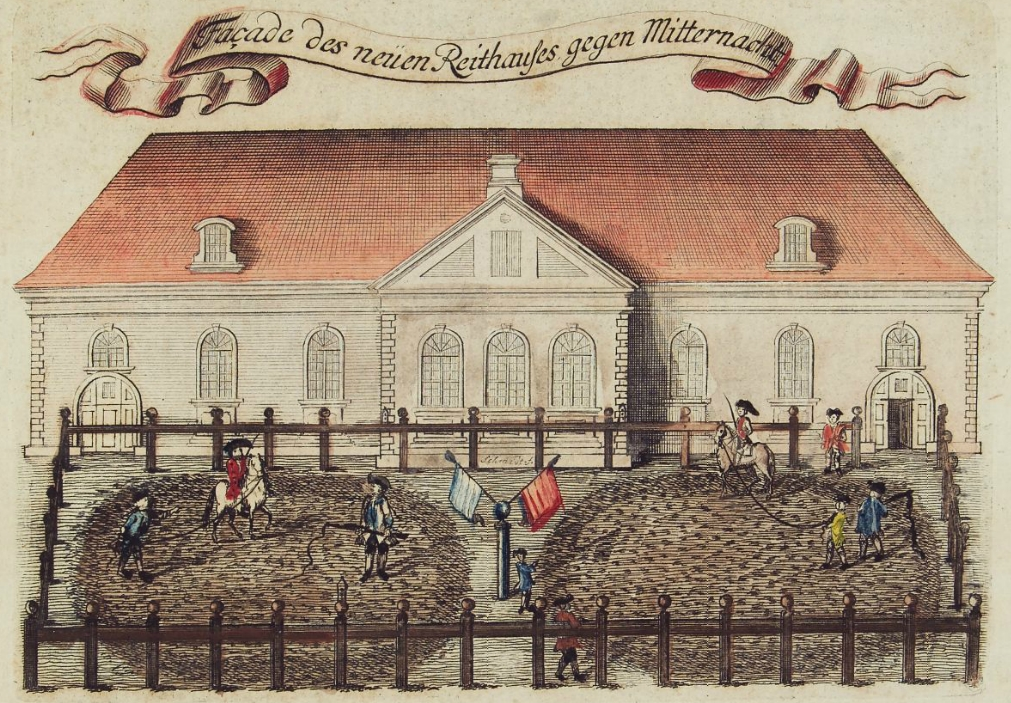
Reithaus Braunschweig, 1749

## Werke

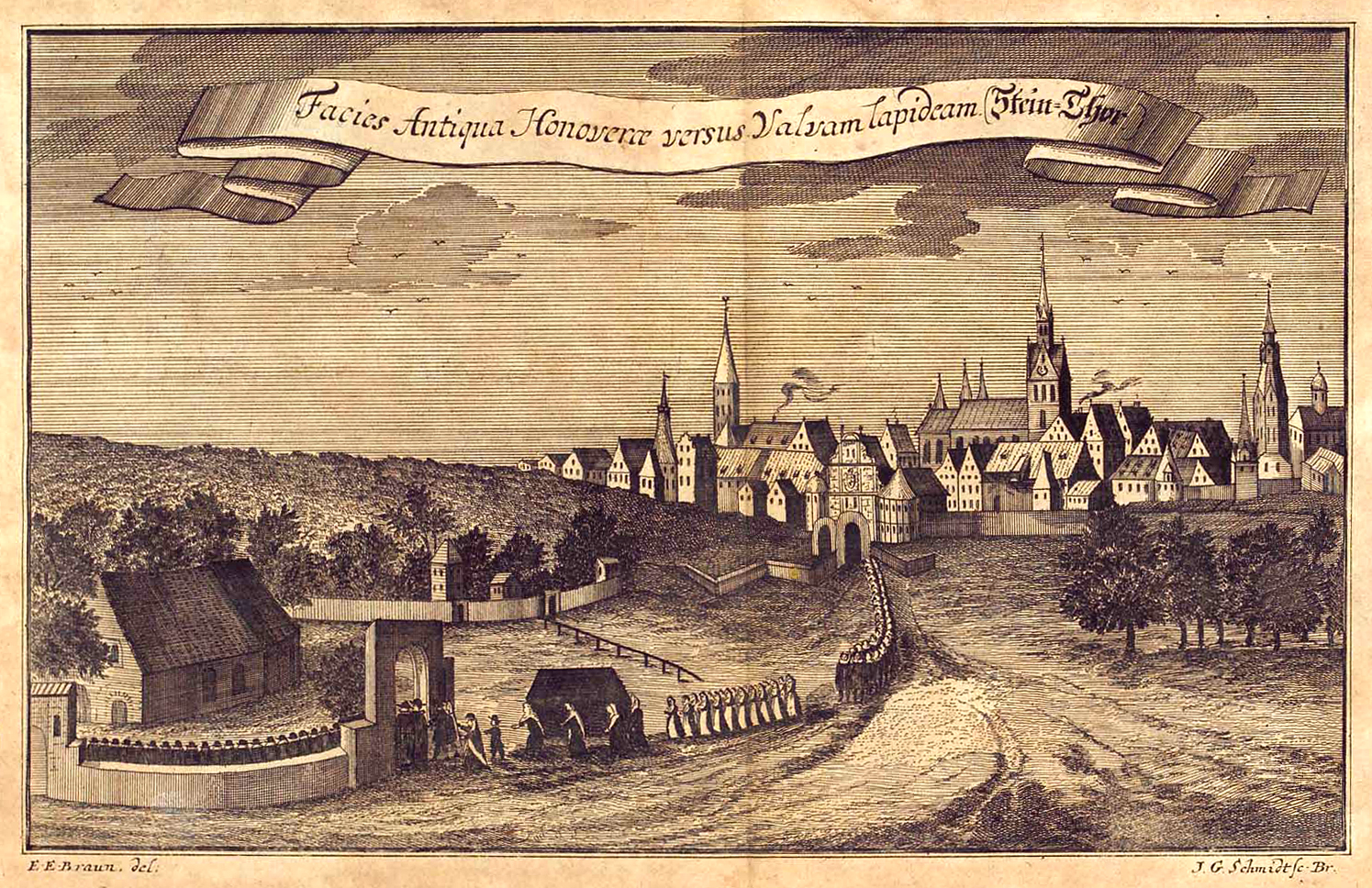
Leichnams-Prozession aus dem Steintor von Hannover heraus bis zum Alten St. Nikolai-Friedhof im „Steintorfeld“;
I. G. Schmidt in Braunschweig nach einer Zeichnung von E. E. Braun; aus Christian Ulrich Grupens 1740 veröffentlichter Darlegung Origines Et Antiqvitates ...

1740 erschienen in dem von dem hannoverschen Bürgermeister Christian Ulrich Grupen geschriebenen Buch Origines Et Antiqvitates Hanoverenses... mehrere Stiche von J. G. Schmidt, Br(unsviga) nach E. E. Braun, die von der Herzog August Bibliothek Wolfenbüttel digitalisiert wurden. Dort finden sich
- Facies Antiqua Honoverae versus Valvam lapideam (Stein-Thor.), eine Ansicht der Gegend vor dem Steintor von Hannover mit dem Nikolai-Friedhof (S. 00070a)
- FACIES ANTIQUA NOVAE CIVITATIS HONOVERANAE (Seite 00256a), eine rekonstruierter Plan der Gegend rund um die spätere  Calenberger Neustadt
- HONOVERA ANTIQUA, ein rekonstruierter Plan der Altstadt von Hannover (Seite 00278a)